# Iglesia de San Vicente de Paul (Bayonne)
La Iglesia Católica de San Vicente de Paul (en inglés, St. Vincent de Paul Catholic Church) está ubicada en Bayonne, Condado de Hudson, Nueva Jersey (Estados Unidos). Es una parroquia activa de la Arquidiócesis de Newark, en el Decanato 13. Se destaca por su iglesia parroquial histórica, que se agregó al Registro Nacional de Lugares Históricos el 24 de agosto de 2011.
La parroquia se estableció en 1894, sirviendo principalmente a inmigrantes irlandeses, escoceses y alemanes en el área. En 1905, la congregación se mudó del salón alquilado que había estado usando a una nueva iglesia neogótica de madera. En 1927 se iniciaron las obras de la actual iglesia neorrománica de Lombardía, que se completó en 1930.

## Arquitectura
El edificio fue diseñado por el estudio de arquitectura eclesiástica Maginnis & Walsh de Boston . La estructura de estilo neorrománico de granito reemplazó a la estructura gótica más antigua, que se consideró poco práctica. Hay más de 40 vitrales en la iglesia y la rectoría que se hicieron en Dublín, en el Estudio Harry Clarke, para contar la historia de la parroquia. Es el único ejemplo de su trabajo en América del Norte.
El órgano fue construido por Hinners Organ Company en 1930. Originalmente tenía acción electroneumática y fue reconstruido en 1993 con un sistema computarizado/digital en 1993.
Como tributo a los primeros feligreses irlandeses que fueron la piedra angular de la Iglesia, los trabajadores esculpieron una cruz celta en una piedra tallada que se encuentra en la parte superior de la fachada frontal de la Iglesia.